# Antrodiaetus effeminatus
Antrodiaetus effeminatus är en spindelart som beskrevs av Cokendolpher, Peck och Christine G. Niwa 2005. Antrodiaetus effeminatus ingår i släktet Antrodiaetus och familjen Antrodiaetidae. Inga underarter finns listade i Catalogue of Life.